# Protomagdalénien
Le Protomagdalénien est un faciès lithique du Paléolithique supérieur en France. Il s'inscrit à la fin du cycle gravettien, entre environ 22 000 et 20 000 ans avant le présent (AP) et est présenté désormais comme un Gravettien final (ou "Périgordien VII").

## Historique
Découvert par Denis Peyrony et son fils Élie Peyrony dans l'abri de Laugerie-Haute, aux Eyzies de Tayac (Dordogne), il fut ensuite mis au jour sur la même commune par le préhistorien américain Hallam Movius lors de ses fouilles à l'abri Pataud.
Le Protomagdalénien a ensuite été rencontré dans l'abri du Blot, à Cerzat, en Haute-Loire (fouilles Henri Delporte), puis plus récemment dans l'abri sous roche des Peyrugues, à Orniac, dans le Lot (fouilles Michel Allard). Des traces ont été reconnues à l'abri du Rond, à Saint-Arcons-d'Allier (Haute-Loire), dans un contexte malheureusement mal défini stratigraphiquement (fouilles anciennes de A. Vernière).

## Extension géographique
À ce jour, le Protomagdalénien est un faciès culturel rare, uniquement présent dans le Sud-Ouest de la France (Dordogne et Lot) et en Haute-Loire. Sa présence parfois évoquée dans les autres régions de la zone franco-cantabrique, là où l'Épigravettien n'existe pas, reste à confirmer par de nouvelles recherches.

## Chronologie
Le Protomagdalénien est contemporain du dernier maximum glaciaire, d'environ 22 000 à 20 000 ans AP, et termine le cycle Gravettien (Périgordien VII). Il est surmonté (et donc suivi), à Laugerie-Haute, par le Solutréen. 

## Description
Le Protomagdalénien se caractérise par l'emploi d'une retouche "composite", dite protomagdalénienne (retouche semi-plate assez ample couplée à un léger grignotage des tranchants), et présente sur les bords latéraux de grandes lames souvent appointées ou mousses.
La culture matérielle du Protomagdalénien voit l'abondance des burins, fréquemment dièdres multiples, des lames retouchées, et surtout de petites pièces à bords abattus. Au contraire, les grattoirs, les burins sur troncature retouchée et les pièces à dos de technique gravettienne (microgravettes, pointes de la Gravette et pointes des Vachons) sont plus rares.
L'industrie de l'abri du Blot se différencie sensiblement de celle rencontrée dans le Périgord par le développement des pièces esquillées, l'extrême rareté des grattoirs et le foisonnement des pièces à dos. Aux Peyrugues, l'industrie est encore inédite mais présente de fortes similitudes avec le Protomagdalénien du Périgord. Les recherches récentes réalisées à l'abri Pataud en Dordogne confirment la forte proportion de micropièces à dos (plus de 75 %), généralement non récoltées dans les fouilles anciennes où le tamisage à l'eau des sédiments n'était pas pratiqué.

## Art
L'art du Protomagdalénien est assez mal connu : un galet gravé (non publié) au Blot, mais surtout une série de perles en bois de renne aux Peyrugues, à l'abri Pataud et au Blot.